# 보뤄터 더후이
보뤄터 더후이(博羅特 德徽, 1844년 2월 15일 ~ 1865년 1월 11일)는 중국 청나라 제8대 황제 도광제(道光帝)의 사위이자 수장고륜공주(壽莊固倫公主)의 부군이다.

## 생애
청나라 즈리 성 톈진에서 출생하였고 지난날 한때 청나라 장쑤 성 상하이에서 잠시 유아기를 보낸 적이 있는 그는 그 후 청나라 즈리 성 베이징에서 성장하였으며 그는 도광제의 서녀(庶女)이기도 한 2년 연상의 수장고륜공주와 1863년에 결혼하였으나 슬하에 자녀를 두지 못한 채 1865년 1월 11일을 기하여 사망(병사)하였다.